# 大竹山岛
大竹山岛，位于中华人民共和国华东地区山东半岛以北的渤海海峡中部海域，是庙岛群岛（长山列岛）中部岛群中的一座岛屿。大竹山岛原属山东省长岛县管辖，2020年长岛县与蓬莱市合并成立了烟台市蓬莱区，现大竹山岛属于烟台市蓬莱区管辖。大竹山岛无常住居民，有中国人民解放军北部战区陆军某海防旅海防五连在大竹山岛驻守。

## 地理
大竹山岛岛形似火腿，呈西北-东南走向，长约2.1千米，最宽1.2千米。面积1.5114平方千米，海岸线长约6.21千米。最高点位于岛东部，海拔194.5米。